# Seymour v. Superintendent

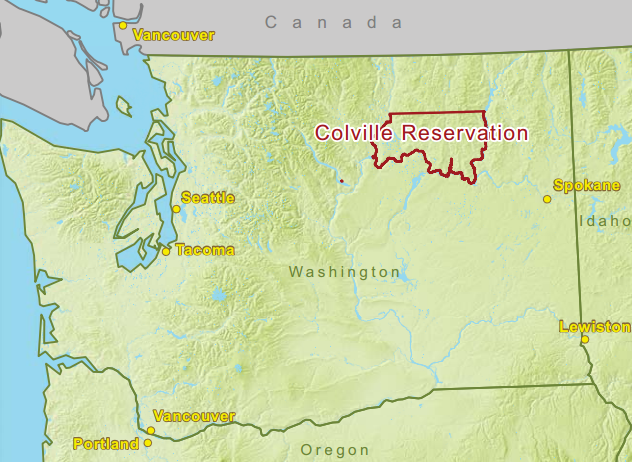
Colville Reservation

Als Seymour v. Superintendent voller Name Paul Seymour v. Superintendent of Washington State Penitentiary wird ein Gerichtsurteil des Obersten Gerichtshofs der Vereinigten Staaten bezeichnet. Am 15. Januar 1962 entschied das Gericht, dass die Gerichte des Staates Washington nicht für Verbrechen zuständig sind, welche sich auf Gebieten der Colville Reservation ereigneten und der Täter ein Stammesmitglied ist. Dies gilt auch dann wenn das Verbrechen auf einem Grundstück begangen wurde, welches keinem Stammesmitglied gehörte.

## Name
Paul Seymour wurde von einem Gericht des Bundesstaates des Staates Washington wegen Einbruch zu 7½ Jahren Gefängnis verurteilt. Der Einbruch ereignete sich auf einem Grundstück in Okanogan County. Während seines Gefängnisaufenthaltes ging er in Revision und verlangte freigelassen zu werden. Er verklagte das Gefängnis, welches ihn festhielt. Er begründete seine Forderung mit dem Major Crimes Act. Washington State Penitentiary ist ein Gefängnis des Bundesstaates Washington in Walla Walla (Washington).

## Hintergrund
Paul Seymour war Stammesmitglied eines der Stämme, welchen das Colville Reservat zugesprochen worden war. Er war Mitglied der Confederated Tribes of the Colville Reservation. Die Reservation war 1855 gegründet worden und umfasste ursprünglich eine Fläche die 1/3 des Bundesstaates. Bundesstaat und Siedler zwangen die Stämme zu Zugeständnissen und das Reservat wurde ständig verkleinert. 1872 wurden neue Grenzen von Präsident Ulysses S. Grant
per Dekret festgelegt. Kanada bildete die nördliche Grenze der Reservation. Der Columbia River die östliche und südliche Grenze, der Okanagan River die westliche Grenze. 1992 wurde der nördliche Teil der Reservation von der Amerikanischen Regierung aufgelöst. Am 22. März 1906 beauftragte der Kongress der Vereinigten Staaten von Amerika, den Innenminister, den südlichen Teil des restlichen Reservates in einzelne Flächen aufzuteilen, jeder Indianerfamilie ein Grundstück zuzuweisen und überschüssige Gebiete an Nichtindianer zu verkaufen. Dieses Verfahren wurde Allotment genannt und die rechtliche Grundlage dafür bildete der Dawes Act. Der Kongress war der Meinung, dass den Indianern zu viel Fläche zur Verfügung stand, pro Einwohner über 1000 Acres. Die Erträge aus den Verkäufen sollten den Stämmen, welche im Reservat lebten, gutgeschrieben werden. Federführend war das Bureau of Indian Affairs, eine Behörde des Innenministeriums. Diese verwaltete die Gelder der Indianerstämme, da man den Indianern nicht zutraute, selbst Geschäfte zu tätigen. Auch versprach man sich dadurch die Assimilierung an die weiße Kultur. Privater Grundbesitz war das Dogma der Zeit. Kollektives Leben und Arbeiten galt als kommunistisch und zurückgeblieben. Paul Seymour begann seinen Einbruch auf einem Gebiet, welches von der Aufteilung 1906 betroffen war und einer Weißen Familie gehörte. Nachdem Paul Seymour seine Haftstrafe in Walla Walla angetreten hatte, ging er in Berufung. Er behauptete, dass er unrechtmäßig verurteilt worden war, da nach dem Major Crimes Act ein Bundesgericht und nicht ein Gericht des Bundesstaates zuständig sei. Das Oberste Gericht des Bundesstaates Washington verweigerte seine Freilassung mit der Begründung, das Verbrechen hätte nicht auf Stammesgebiet stattgefunden. Durch das Gesetz aus dem Jahre 1906 und durch das Allotment wäre der südliche Teil des ehemaligen Stammesgebietes kein Reservat mehr und der Major Crimes würde keine Anwendung finden.

## Verhandlung
Die Verhandlung fand am 13. Dezember 1961 statt. Vorsitzender Richter war Earl Warren. Beisitzer waren Hugo Black, Felix Frankfurter, William O. Douglas, Tom C. Clark, John Marshall Harlan II, William J. Brennan, Charles Evans Whittaker und Potter Stewart. Paul Seymour wurde von Glen A. Wilkinson und Claron C. Spencer vertreten. Das Gefängnis wurde von Stephen C. Way und John J. O'Connell von der Staatsanwaltschaft des Bundesstaates Washington vertreten.

## Entscheidung
Das Urteil wurde am 15. Januar 1962 gefällt. Maßgeblich war das Urteil von Hugo Black welchem sich die anderen Richter anschlossen. Während die nördliche Hälfte des Reservats 1892 vom US-Kongress aufgelöst wurde, sei dies 1906 nicht der Fall gewesen. Im Gesetz, welches die Auflösung der nördlichen Hälfte ermöglichte, stand klar, dass das Gebiet in den Besitz der Öffentlichkeit übergehen sollte (vacated and restored the North Half of the reservation to the public domain). Was wiederum bedeutete das der südliche Teil weiterhin Stammesgebiet verbleiben sollte. Im Gesetz von 1906 fanden sich keine solche Worte. Die Richter fanden keine klaren Aussagen im Gesetz. Es wurde lediglich erklärt, Teile des Reservats für die Besiedlung durch Weiße freizugeben. Und dass der Indianerstamm für den Verkauf bezahlt werden würde. Die Frage des Sovereign wurde durch dieses Gesetz nicht geklärt. Es wurde der Schriftverkehr zwischen Kongress und Behörden analysiert. Und Aussagen von einzelnen Abgeordneten. Es sah eher so aus, als wäre das Innenministerium der Vereinigten Staaten als Grundstücksmakler für den Stamm tätig gewesen. Die Abgeordneten hielten die Behandlung der Souveränität für unnötig und gefährlich. Zum einen konnte das Gesetz aufgrund der Verträge mit den Stämmen angefochten werden. Viele Parlamentarier gingen aber davon aus, dass sich das Problem der Reservate sowieso von selbst erledigen würde. Die Stämme würden sich assimilieren. Indianerreservate seien ein Konstrukt der Vergangenheit.
Die Gerichte des Staates Washington hatten also kein Recht über das Verbrechen von Paul Seymour zu richten.